# Tatsuya Onodera
Tatsuya Onodera (japanisch 小野寺 達也 Onodera Tatsuya; * 4. August 1987 in der Präfektur Kanagawa) ist ein japanischer Fußballspieler.

## Karriere
Onodera erlernte das Fußballspielen in der Universitätsmannschaft der Takushoku-Universität. Seinen ersten Vertrag unterschrieb er 2010 bei Tochigi SC. Der Verein spielte in der zweiten japanischen Liga, der J2 League. Für den Verein absolvierte er 118 Ligaspiele. 2016 wechselte er zum Ligakonkurrenten V-Varen Nagasaki nach Nagasaki. Für Nagasaki absolvierte er vier Ligaspiele. 2017 schloss er sich dem Drittligisten Giravanz Kitakyushu an. Für Kitakyushu stand er 25-mal auf dem Spielfeld. 2019 wechselte er zum Viertligisten Tegevajaro Miyazaki. Ende 2020 wurde er mit dem Klub aus Miyazaki Vizemeister und stieg somit in die dritte Liga auf.